# Andrew Furey
Andrew Furey, né en juillet 1975 à Saint-Jean de Terre-Neuve, est un médecin et homme politique terre-neuvien (canadien). Chef du Parti libéral, il est le premier ministre de Terre-Neuve-et-Labrador du 19 août 2020 au 9 mai 2025.
Il est élu député de la circonscription de Humber-Gros Morne le 6 octobre 2020.

## Biographie
Andrew John Furey naît en juillet 1975 à l'hôpital St. Clare's Mercy à Saint-Jean de Terre-Neuve. Son père est George Furey, le directeur adjoint au conseil scolaire catholique de Port-au-Port, qui deviendra plus tard avocat et ensuite président du Sénat du Canada. Son oncle Charles "Chuck" Furey est député à la Chambre d'assemblée de Terre-Neuve-et-Labrador de la circonscription électorale de St. Barbe de 1985 à 2000. Il est ministre dans les gouvernements de Clyde Wells et de Brian Tobin. 
Andrew Furey grandit et fait ses études à Saint-Jean de Terre-Neuve. Il obtient un baccalauréat en sciences de l'Université Memorial de Terre-Neuve et est diplômé de l'école de médecine de cet université en 2001. En 2007, il accepte plus tard une bourse de recherche en traumatologie orthopédique à l'université Johns-Hopkins de Baltimore au Maryland, avant de retourner à Terre-Neuve pour pratiquer la médecine dans sa propre clinique.
Peu de temps après le tremblement de terre de janvier 2010 en Haïti, il se rend avec sa femme Allison, pédiatre de salle d'urgence et le chirurgien orthopédiste Will Moores, dans ce pays pour aider bénévolement aux efforts de secours. À son retour, Furey cofonde en 2011, le groupe Team Broken Earth, un groupe de travail bénévole composé de médecins, infirmières et autres professionnels de la santé de Terre-Neuve-et-Labrador qui se rend à plusieurs reprises en Haïti pour fournir des soins cliniques.
En 2012, Furey est nommé « ancien élève de l'année » (en anglais : Alumni of the Year) de l'Université Memorial de Terre-Neuve et reçoit le prix Ignatian Spirit Award en 2015. Il obtient également un diplôme en leadership organisationnel de l'Université d'Oxford la même année. En 2017, Furey est nommé humanitaire de l'année de la Croix-Rouge canadienne pour Terre-Neuve-et-Labrador.

### Carrière politique
Le 3 août 2020, il est élu chef du Parti libéral de Terre-Neuve-et-Labrador et par le fait même, il devient le premier ministre désigné de Terre-Neuve et Labrador sans même être député à la Chambre d'assemblée de la province. Il est assermenté et entre en fonction le 19 août suivant. Le jour même, il procède à un remaniement ministériel où il s'octroie la responsabilité de ministre des Affaires intergouvernementales.
Le 7 septembre 2020, l'ex-premier ministre Dwight Ball démissionne de son poste de député de la circonscription de Humber-Gros Morne, permettant ainsi à celui qui l'a remplacé comme premier ministre, de le remplacer également comme député. Furey annonce donc qu'il se présentera à l'élection partielle du 6 octobre pour lui succéder. Il remporte cette élection avec 64 % des votes.
Le 15 janvier 2021, Andrew Furey annonce le déclenchement d'élections générales téneliennes pour le 13 février.
Le 23 juin 2021, Furey annonce que Nalcor Energy sera démantelée et intégrée à Hydro Terre-Neuve-et-Labrador.
Le 23 décembre 2021, lors de l'épidémie du variant Omicron qui met plus de 1 000 travailleurs de la santé en isolement, Furey aide à administrer des vaccins aux fonctionnaires actuels et retraités et à leurs familles à l'édifice de la Confédération (en). Il administre également le vaccin au chef intérimaire du Nouveau Parti démocratique de Terre-Neuve-et-Labrador, Jim Dinn (en). Furey se rend ensuite au Labrador, notamment à Happy Valley-Goose Bay, le 3 janvier 2022, ainsi qu'à l'île Bell le 12 janvier 2022 pour aider des équipes de médecins à administrer les vaccins.
En décembre 2024, il annonce en compagnie du premier ministre du Québec, François Legault, une nouvelle entente de principe concernant la production hydroélectrique sur le territoire ténelien dans les années à venir. L'entente vise à remplacer un accord jugé défavorable par les gens de Terre-Neuve-et-Labrador à cause des faibles coûts payés par Hydro-Québec pour l'électricité produite à Churchill Falls. Elle augmente progressivement ces coûts à compter de 2025. En échange, la province accepte que Hydro-Québec développe une nouvelle centrale appelée Churchill Falls 2 dont elle assumera 90 % des coûts et achètera 90 % de la production .

#### Démission
Le 25 février 2025, il annonce sa démission qui sera effective après la nomination d'un nouveau chef du Parti libéral. John Hogan est élu pour lui succéder le 3 mai et le remplace comme premier ministre le 9 mai.

## Résultats électoraux
|                                                                                               | Nom                  | Parti                               | Voix  | %       | Maj.  |
| --------------------------------------------------------------------------------------------- | -------------------- | ----------------------------------- | ----- | ------- | ----- |
|                                                                                               | Andrew Furey         | Libéral                             | 3 401 | 63,95 % | 2 069 |
|                                                                                               | Mike Goosney         | Progressiste-conservateur           | 1 332 | 25,05 % |       |
|                                                                                               | Graydon Pelley       | Alliance de Terre-Neuve-et-Labrador | 464   | 8,73 %  |       |
|                                                                                               | Graham Downey-Sutton | Néo-démocrate                       | 121   | 2,28 %  |       |
| Total                                                                                         | Total                | Total                               | 5 318 | 100 %   |       |
| Le taux de participation lors de l'élection était de 55,2 % avec 9 650 électeurs enregistrés. |                      |                                     |       |         |       |